# Île du Lion
Die Île du Lion (sinngemäß aus dem Französischen übersetzt Löweninsel) ist eine kleine Felseninsel vor der Küste des ostantarktischen Adélielands. Sie liegt 320 m nordnordöstlich der Pétrel-Insel im Géologie-Archipel.
Französische Wissenschaftler kartierten sie im Verlauf einer von 1949 bis 1951 dauernden Forschungsreise. Sie benannten die Insel deskriptiv nach der größten Erhöhung der Insel, die in ihrer Form an einen Löwenkopf erinnert.
Im Osten der Insel befindet sich die Baie des Glaçons.